# Torbat-e Dschām
Torbat-e Dscham (englisch transkribiert und international geläufig Torbat-e Jam, persisch تربت جام Torbat-e Dschām, DMG Torbat-e Ǧām) ist die Hauptstadt des gleichnamigen Verwaltungsbezirks in der Provinz Razavi-Chorasan. 2016 hatte die Stadt ca. 100.000 Einwohner. Die Stadt liegt etwa 160 Kilometer westlich der Provinzhauptstadt Maschhad im Nordosten Irans.

## Lage
Torbat-e Dscham ist eine alte Stadt. Sie liegt etwa 160 Kilometer südwestlich von Maschhad, etwa 60 Kilometer nördlich von Taybad und etwa 40 Kilometer westlich der afghanischen Grenze.

## Klima
Das Klimaklassifizierungssystem von Köppen-Geiger klassifiziert das Klima als semiarides Klima (BSk). In Torbat-e Dscham sind die Sommer heiß, trocken, windig und klar, und die Winter sind sehr kalt, trocken und größtenteils klar.

## Geschichte
Torbat-e Dscham ist eine der antiken Städte in der Region Chorasan. Es gibt hier mehrere alte Stätten, wie die Mausoleen von Scheich Ahmad Dschami und Prinz Qasem-e Anvar.

## Bevölkerungsentwicklung
| Jahr | Einwohnerzahl |
| ---- | ------------- |
| 1996 | 68.483        |
| 2006 | 86.240        |
| 2011 | 94.758        |
| 2016 | 100.449       |

## Söhne und Töchter der Stadt
- Abu l-Wafa (940–998), Mathematiker
- Dschāmi (1414–1492), Dichter
- Mohsen Namjoo (* 1976), Sänger und Autor